# جورج كوك (لاعب كرة سلة)
جورج كوك (18 مارس 1922 في الولايات المتحدة - 5 أكتوبر 2013 بلويفيل في الولايات المتحدة) (بالإنجليزية: George Kok)‏ هو لاعب كرة سلة أمريكي في مركز الوسط. لعب مع Arkansas Razorbacks ‏.

## وصلات خارجية
- جورج كوك على موقع سبورتس رفرنس (الإنجليزية)
- جورج كوك على موقع كلية كرة السلة في سبورتس رفرنس.كوم (الإنجليزية)
- جورج كوك على موقع ريلجم (الإنجليزية)